# Epicure
Epicure foi uma banda de rock alternativo australiana fundada em 1997.
Foi extinta em março de 2010 após a banda encerrar a sua última turnê.